# Pinhal Novo
Pinhal Novo é uma vila portuguesa sede da Freguesia de Pinhal Novo do Município de Palmela, no Distrito de Setúbal, freguesia com 55,84 km² de área e 26 989 habitantes (censo de 2021), tendo, assim, uma densidade populacional de 483,3 hab./km². 
A freguesia foi criada, no âmbito da organização administrativa do Estado Português, em 10 de fevereiro de 1928, pelo decreto n.º 15.004, de 07/12/1928, com lugares desanexados da freguesia de Palmela. Por sua vez, a povoação de Pinhal Novo foi elevada à categoria de vila em 1988 pela Lei n.º 45/88, de 19 de abril de 1988.
Possui uma dimensão urbana e de serviços, indústria transformadora relacionada com os cabos elétricos e elétrodos (e mecânica automóvel) e tintas. Também é nesta freguesia que fica a estação ferroviária homónima, onde param os serviços Fertagus, CP Lisboa, Intercidades e Alfa Pendular (sendo deste último serviço a única estação na Península de Setúbal onde fazem paragem). 

## Demografia
A população registada nos censos foi:
| Ano  | 0-14 Anos | 15-24 Anos | 25-64 Anos | > 65 Anos |
| 2001 | 3684      | 2889       | 11626      | 2794      |
| 2011 | 4520      | 2575       | 14221      | 3687      |
| 2021 | 4078      | 3126       | 14816      | 4969      |

## Património
- Capela de São José de Pinhal Novo
- Torre de sinalização e manobra da Estação Ferroviária de Pinhal Novo
- Estação Ferroviária de Pinhal Novo
- Herdade e Palácio de Rio Frio
- Busto de José Maria dos Santos
- Coreto de Pinhal Novo - Construído em 1927, para uso da Sociedade Filarmónica União Agrícola (fundada em 1896), foi edificado em mármore, pedra de lioz e ferro, com uma decoração típica da época.
- Edifício/Casa Santa Rosa - antiga pensão e café locais, onde também esteve instalado o posto de correios
- Fontanário de 1952 (na Praça José Maria dos Santos, junto ao antigo quartel da GNR)
- Poço (evocativo do equipamento onde os antigos habitantes do Pinhal Novo se abasteciam de água, junto ao triângulo dos pinheirinhos no centro da localidade)
- Monumento ao Ferroviário
- Monumento ao Dador de Sangue
- Monumento ao 25 de Abril
- Monumento ao Bombeiro Voluntário
- Memorial do Arco da Ponte

## Cultura
- Museu da Música Mecânica
- Museu - A Estação, núcleo do Museu Municipal de Palmela inaugurado a 1 de junho de 2021, instalado no antigo edifício de passageiros (datado de 1935) da estação ferroviária de Pinhal Novo
- Biblioteca Municipal de Pinhal Novo, inaugurada a 1 de junho de 1999
- Auditório Municipal Rui Guerreiro - Pinhal Novo
- Monte do Francisquinho - Centro Comunitário/Aldeia Associativa

## Rádio e Jornais Locais/Regionais
- Rádio: PopularFM 90.9Mhz
- Jornal do Pinhal Novo
- Jornal do Concelho de Palmela
- Diário da Região/O Setubalense
- Rádio da Vila (Pinhal Novo)
- ADN-Agência de Notícias

## Transportes públicos
Existe um serviço rodoviário coletivo de passageiros denominado Circuito Urbano, em serviço de circulação simples com terminal na Escola Básica Alberto Valente e, entre outras, paragem na estação. A partir de finais de 2019, esta carreira passou a ser assegurada pela 449 dos T.S.T..

## Coletividades e grupos de cultura, desporto, lazer e recreio
- "Bardoada" O Grupo do Sarrafo (1997)
- Sociedade Filarmónica União Agrícola (1896)
- Clube Desportivo Pinhalnovense (1948)
- ESPN Esports Club (Clube de Desportos Eletrónicos da Escola Secundária Pinhal Novo)
- Associação Humanitária dos Bombeiros Voluntários de Pinhal Novo (1951)
- Associação Académica Pinhalnovense
- Pluricoop (extinta)
- Centro Social Paroquial de Pinhal Novo
- Acção Teatral Artimanha - "ATA"
- Rancho Folclórico "Os Rurais" da Lagoa da Palha e Arredores
- Grupo Folclórico "Danças e Cânticos" dos Olhos de Água
- Grupo de Teatro Amador "EnsaiArte"
- Rancho Folclórico da Casa do Povo de Pinhal Novo
- Rancho Folclórico da Herdade de Rio Frio
- Rancho Folclórico Regional da Palhota e Venda do Alcaide
- Círios da Carregueira
- Círios dos Olhos de Água
- Clube Desportivo os "Alcaides"
- Grupo Desportivo da Lagoa da Palha
- Grupo Desportivo de Rio Frio
- Grupo Desportivo de Valdera
- União Desportiva da Palhota
- Sociedade Columbófila de Pinhal Novo
- Motoclube de Pinhal Novo - Grupo de Motars de Pinhal Novo
- Centro de Paraquedismo Lavos, Lda.
- Clube Todo-o-Terreno de Pinhal Novo
- Clube de Praticantes de BTT Tascaduxico
- Associação dos Reformados Pensionistas e Idosos de Pinhal Novo
- Associação Juvenil C.O.I.
- Associação Juvenil "Odisseia"
- Associação de Marchas "Os Martelos"
- Corpo Nacional de Escutas - Agrupamento 643 - Grupo de Escuteiros e Amigos do Centro Paroquial São José de Pinhal Novo (Centro Social e Paroquial de Pinhal Novo)
- Sociedade Filarmónica União Agrícola (1896)
- Grupo Coral Polifónico da S.F.U.A.
- Grupo Coral da Pluricoop
- Grupo Coral da A.R.P.I.
- Grupo Carnavalesco "Os Amigos de Baco"
- Núcleo de árbitros de futebol de Pinhal Novo
- Associação para a Elevação do Pinhal Novo a Concelho
- Associação de Dadores Benévolos de Sangue de Pinhal Novo
- Associação Sol Nascente - Recuperação de Toxicodependentes
- Associação Festas Populares de Pinhal Novo - Desenvolvimento e Cultura Local
- Associação Amigos da Festa Brava de Pinhal Novo
- Associação de Cavaleiros da Lagoa da Palha
- Associação de Moradores e Amigos da Venda do Alcaide
- Associação de Moradores do Bairro do Pinheiro Grande
- Associação de Moradores da Quinta do Sobral/Quinta do Canastra
- Associação de Moradores e Proprietários do Bairro da Cascalheira
- Associação de Regantes da Fonte da Vaca/Carregueira
- Comissão de Moradores da Fonte da Vaca
- Comissão de Moradores da Lagoa da Palha
- Comissão de Moradores do Terrim
- Comissão de Moradores do Vale da Vila
- Comissão de Moradores do Aceiro do Marcolino
- Comissão de Moradores de Arraiados/Valdera
- Comissão de Moradores do Bairro Farias
- Comissão de Moradores do Bairro Mesquita
- Comissão de Moradores dos Olhos de Água
- Comissão de Jovens do Rancho Folclórico da Lagoa da Palha
- Cooperativa Cultural PIA - Projecto de Intervenção Artística, Crl.
- «Escola Desportiva de Karaté do Pinhal Novo - ensino e divulgação»
- «Núcleo da Liga dos Combatentes do Pinhal Novo»
- Associação Os Indiferentes
- Teatro Sem Dono

## Equipamentos Sociais/Serviços Públicos
- «Escola 2º/3º Ciclos José Maria dos Santos (antiga Escola Preparatória) - com Pavilhão Gimnodesportivo Camarário»
- «Escola Secundária com 3º Ciclo do Ensino Básico - sem Pavilhão Gimnodesportivo»
- Rede de Escolas Básicas do 1º Ciclo do Ensino Básico
- «Fundação COI»
- Polidesportivos descobertos
- Parque de Campismo e Caravanismo Vasco da Gama (com Bar/Restaurante/Salão e Piscina Coberta)
- Parque Lazer Pinhal Novo-perto do Camping Park (Parque de Campismo)
- Pavilhão Desportivo Municipal (Apoia a Escola 2º/3º Ciclos José Maria dos Santos e a Comunidade Local)
- Piscina Municipal (coberta)
- Campo de Jogos Santos Jorge (Clube Desportivo Pinhalnovense)
- Junta de Freguesia (com apoio Internet)
- Gabinete do Pinhal Novo
- Biblioteca e Auditório Municipal
- Cartório Notarial
- Centro de Saúde - Rua Zeca Afonso
- Cemitério do Alto da Cascalheira
- Cemitério do Terrim
- Estação de Correios
- Farmácias (4)
- Instituições Bancárias
- Mercado Municipal com loja do cidadão

## Equipamentos Privados/Infantários
- «Fundação COI»
- Centro social Paroquial de Pinhal Novo
- Colégio "O Mundo da Criança"
- Nova Árvore
- Pim-Pam-Pum
- Sonho de Criança - Jardim de Infância, Lda.
- Atelier Infantil - Jardim de Infância, Lda.
- Pinheirinho Novo - Actividades Educativas Unipessoal, Lda.
- Smart and Happy Kids - Centro de Actividades de Tempos Livres
- Colégio do Pinhal
- Centro de Explicações Mestre Lápis
- Espaço Q.I. - Centro de Explicações e Formação
- Jardim Sénior Unip. Lda. - Lar 3ª Idade.

## Política

### Eleições autárquicas (Assembleia de Freguesia)
| Partidos     | %    | M    | %    | M    | %    | M    | %    | M    | %    | M    | %    | M    | %    | M    | %    | M    | %    | M    | %    | M    | %    | M    | %    | M    |
| Partidos     | 1976 | 1976 | 1979 | 1979 | 1982 | 1982 | 1985 | 1985 | 1989 | 1989 | 1993 | 1993 | 1997 | 1997 | 2001 | 2001 | 2005 | 2005 | 2009 | 2009 | 2013 | 2013 | 2017 | 2017 |
| ------------ | ---- | ---- | ---- | ---- | ---- | ---- | ---- | ---- | ---- | ---- | ---- | ---- | ---- | ---- | ---- | ---- | ---- | ---- | ---- | ---- | ---- | ---- | ---- | ---- |
| FEPU/APU/CDU | 54,4 | 7    | 66,4 | 14   | 65,5 | 13   | 62,4 | 10   | 51,3 | 8    | 48,7 | 7    | 56,2 | 8    | 53,3 | 8    | 58,8 | 9    | 52,7 | 8    | 52,4 | 12   | 43,9 | 10   |
| PS           | 34,7 | 4    | 15,6 | 3    | 19,1 | 4    | 11,9 | 1    | 24,5 | 3    | 32,0 | 5    | 26,6 | 4    | 26,8 | 4    | 18,6 | 2    | 24,4 | 4    | 22,9 | 5    | 22,4 | 5    |
| MIM          |      |      |      |      |      |      |      |      |      |      |      |      |      |      |      |      |      |      |      |      |      |      | 12,8 | 2    |
| PPD/PSD      |      |      | 11,7 | 2    | 10,8 | 2    | 11,0 | 1    | 11,5 | 1    | 12,3 | 1    | 9,5  | 1    | 12,6 | 1    | 10,5 | 1    | 7,9  | 1    |      |      |      |      |
| PRD          |      |      |      |      |      |      | 11,5 | 1    | 6,2  | 1    |      |      |      |      |      |      |      |      |      |      |      |      |      |      |
| BE           |      |      |      |      |      |      |      |      |      |      |      |      |      |      | 2,7  | -    | 6,6  | 1    | 6,0  | -    | 7,4  | 1    | 7,9  | 1    |
| PSD-CDS      |      |      |      |      |      |      |      |      |      |      |      |      |      |      |      |      |      |      |      |      | 8,6  | 1    | 8,1  | 1    |

A freguesia de Pinhal Novo foi sempre ganha por maioria absoluta pelo PCP através das coligações FEPU/APU/CDU.